# Anomoclada portoricensis
Anomoclada portoricensis là một loài rêu tản trong họ Cephaloziaceae. Loài này được (Hampe & Gottsche) Váňa miêu tả khoa học lần đầu tiên năm 1989.